# Войтинский, Владимир Савельевич
Владимир Савельевич Войтинский (12 ноября 1885, Санкт-Петербург — 11 июня 1960, Вашингтон) — российский революционер и экономист. С 1918 года в эмиграции (с 1935 года в США).

## Биография
Родился 12 ноября 1885 года в еврейской семье — инженера Савелия Осиповича (Шевеля Иосифовича) Войтинского и Вильгельмины Лазаревны Войтинской (в девичестве Берман). Внук издателя и редактора еженедельника «Русский еврей», педагога Лазаря Яковлевича Бермана (1830—1893) — основателя первых еврейских училищ в Митаве и Санкт-Петербурге; племянник палестинофила В. Л. Бермана.

### Деятельность до 1917 года
В 1904 году окончил 5-ю петербургскую гимназию с золотой медалью и поступил на юридический факультет Петербургского университета. В университете посещал кружок политической экономии, которым руководил приват-доцент В. В. Святловский. Курс университета не окончил, всецело уйдя в революционную деятельность.
Будучи гимназистом, в 1903/1904 учебном году написал работу «Рынок и цены. Теория потребления рынка и рыночных цен», рукопись которой послал М. И. Туган-Барановскому и, получив положительный отзыв, в 1906 году опубликовал её в расширенном варианте с предисловием Туган-Барановского. В книге, написанной с позиций сторонника теории предельной полезности, Войтинский осуществил первую в мировой экономической литературе попытку моделировать пространственную дифференциацию рынка.
Член РСДРП с осени 1905 года. Большевик. В 1906—1907 годах — член Петербургского комитета РСДРП, организатор и председатель Петербургского Совета безработных (весна 1906 — октябрь 1907).
После разгрома Совета безработных находился на нелегальном положении, затем в Куоккале (тогда Финляндия), где в ноябре 1907 года заканчил фундаментальное исследование по истории Совета безработных (опубликовано лишь в 1969 в США, часть IX главы «Общественные работы в Петербурге» опубликована в 1908 в журнале «Образование»). Отказался от предложения Ленина эмигрировать и стать в эмиграции членом редакции «Пролетария».
С 1908 года занимался революционной работой в Екатеринославе, где в том же году был арестован и приговорён к 4 годам каторжных работ. В 1910 году из Екатеринославской тюрьмы переведён в Александровский централ в Сибири. С 1912 на поселении сначала в селе Илкино, затем в Иркутске. Познакомился в Иркутске с учительницей Эммой Шадхан, брак с которой официально зарегистрировал в Петрограде в 1917 году. В 1914—1916 годах участвовал в литературных проектах «сибирских циммервальдистов» во главе с И. Церетели. Церетели оказал большое влияние на переход Войтинского от большевизма к меньшевизму.
Автор множества статей в нелегальной и легальной печати с 1905 года, нескольких книг, а в 1910—1914 годах ряда повестей из истории революционного движения в ведущих петербургских прогрессивных и партийных («Образование», «Наша заря») журналах.

### 1917 год
Участвовал в качестве секретаря на совместном совещании большевиков и меньшевиков 5 апреля 1917 года, на котором Ленин огласил свои «Апрельские тезисы», выразил своё несогласие с ленинской линией и вскоре примкнул к меньшевикам. Был членом ВЦИК и входил в редакцию «Известий ЦИК». Член неформального кружка лидеров правых эсеров и правых меньшевиков (т. н. «Звёздная палата»). С лета 1917 комиссар Северного фронта. Участвовал в организации похода П. Н. Краснова на Петроград. Арестован, привезён в Петроград, сперва в Смольный, затем отправлен в заключение в Петропавловскую крепость.

### Эмиграция
В январе 1918 года был освобождён. Из-за угрозы немедленного нового ареста сразу переходит на нелегальное положение. Тайно перебрался в Грузию; добрался до Тифлиса в день празднования там годовщины Февральской революции. Редактировал русскоязычный орган ЦК грузинских социал-демократов газету «Борьба». В последующие годы представлял Грузинскую Демократическую республику в международных организациях на переговорах за рубежом (Франция, Италия).
В результате оккупации большевиками Грузии оказался политэмигрантом: Италия, Франция, с начала 1920-х годов Германия, с мая 1933 года Швейцария (и недолгое время Франция), с 1935 года — в США.
Вместе с К. Каутским вёл активную борьбу по разоблачению организованного большевиками суда над ЦК Партии социалистов-революционеров (автор книжки «Двенадцать смертников»). Издаёт двухтомник воспоминаний (1922, 1923) о событиях 1905 и 1906—1916 годов, затем нашумевшую работу о Соединённых Штатах Европы, переведённую на многие языки. Всеобщую известность приобретает после выхода семитомного труда «Die Welt in Zahlen» («Мир в цифрах», Берлин, 1925-28). Активно печатается в русской эмигрантской и европейской социалистической прессе.
В 1929—1933 годах руководитель экономического отдела Объединения немецких профсоюзов, вёл в нём исследовательскую работу. В 1931 году вместе с Тарновым и Бааде разработал получивший название по начальным буквам фамилий авторов «WTB-план» борьбы с кризисом путём активного вмешательства государства, что не было осуществлено из-за негативной позиции руководства СДПГ.
В мае 1933 года — после окончательной капитуляции немецких профсоюзов перед нацистами покидает Германию. В 1933—1935 годах работал в Международном отделе труда Международной Организации труда при Лиге Наций. В США работал в Бюро переписи США, Комитете социального обеспечения и др. государственных и научных организациях. B США занимался политическими исследованиями вопросов американской и мировой экономики, являлся фактическим советником президента США Ф. Д. Рузвельта по вопросам трудовых отношений в годы Второй мировой войны.
Войтинский скончался 11 июня 1960 года в Вашингтоне, в больнице, в которой успел закончить работу над подробными воспоминаниями (Stormy Passage. A Personal History through Two Russian Revolutions to Democracy and Freedom: 1905—1960. NY: Vanguard Press, 1961).

## Память
По инициативе вдовы Войтинского Мичиганским университетом с 1964 года в память о нём организуются ежегодные «Лекции Войтинского» (Woytinsky Distinguished Lecture).

## Семья
Отец Владимира — статский советник Савелий Иосифович Войтинский (1857—1918), после окончания Института инженеров путей сообщения преподавал математику в Техническом училище при Почтово-телеграфном ведомстве, в Электротехническом института имени Александра III (профессор кафедры математики с 1891 по 1906 год), в Пажеском корпусе и в приюте принца Петра Григорьевича Ольденбургского. После ухода в отставку в 1906 г., он преподавал математику в Териокском реальном училище. В 1901 году он открывает в Териоках, под Санкт-Петербургом, курсы по подготовке юношей в высшие технические учебные заведения. На курсах Войтинского учился 13-летний Алёша Толстой (будущий писатель, граф Алексей Николаевич Толстой).
Мать Владимира, Валентина (Вильгельмина) Лазаревна Берман (1859—1923) в начале 1860-х годах окончила Коломенскую женскую гимназию и получила звание домашней учительницы.
В семье Войтинских было четверо детей: Иосиф, Владимир, Надежда и Николай.
Старший брат, Иосиф Савельевич Войтинский (1884—1943) — один из основоположников советского трудового права. До революции был помощником присяжного поверенного округа Санкт-Петербургской судебной палаты. С 1924 г. профессор факультета общественных наук МГУ. После преобразования юридического факультета МГУ в Московский юридический институт (МЮИ) с 1931 г. возглавил кафедру трудового права. Кандидат юридических наук. 6 марта 1938 года арестован вместе с рядом советских учёных-юристов. Военным трибуналом (8 октября 1940 г.) приговорён к принудительному медицинскому лечению. Умер в закрытой психиатрической лечебнице г. Казани 26 января 1943 г.
Сестра, Надежда Савельевна Войтинская-Левидова (1886—1965) — русская и советская художница, переводчица, писательница, литературовед, в конце 1900-х гг. активная участница художественной жизни Петербурга. В эти годы в доме Войтинских на Фонтанке, у Египетского моста, часто бывали Ахматова, Сомов, Волошин, балерина Карсавина, Лиза Пиленко — будущая поэтесса, героиня французского Сопротивления Е. Ю. Кузьмина-Караваева.
Арестована 23 февраля 1938 года, 16 месяцев провела в заключении.
Младший брат, Николай Савельевич Войтинский (1888—1954) — видный инженер. В 1914 году пошёл добровольцем в армию, в 1914—1917 годах служил офицером на Балтийском флоте, тяжело ранен, с 1918 года до начала 20-х годов директор Выксунских заводов, затем работал в Москве в научно-техническом аппарате руководства лесотехнической промышленностью. Награждён Серго Орджоникидзе личным автомобилем. После войны — профессор, доктор технических наук.
Племянник Войтинского, сын Иосифа — советский писатель Владимир Богомолов (1924—2003). До 1953 года он носил фамилию Войтинский.
Двоюродные братья — поэт Лазарь Берман, художники Евгений Берман и Леонид Берман.
Супруга Войтинского (с 1916 года) — Эмма Савельевна Шадхан (1893—1968), уроженка Полоцка, была соавтором многих произведений мужа, а также автором мемуаров о нём (Two Lives in One, 1965); дочь иркутского подрядчика Шевеля Вольфовича Шадхана (1854—1912).

## Произведения
- Рынок и цены: теория потребления, рынка и рыночных цен. — СПб., 1906. — 346 с.
- Вне жизни. Очерки тюрьмы и каторги. — СПб., 1914.
- Войтинский В. С., Горнштейн А. Я. Евреи в Иркутске. — Иркутск: Издание хозяйственного правления Иркутского еврейского молитвенного дома и Иркутского отдела общественного распространения просвещения между евреями России, 1915. — 414 с.
- В тайге по Сибири. — Пг., 1916.
- Wojtinsky V. Die Vereinigten Staaten von Europa. Berlin, 1926. («Соединенные Штаты Европы»)
- Woitinsky W. The Twelve Who Are to Die: The Trial of the Socialists-Revolutionists in Moscow. Berlin: Delegation of the Party of Socialists-Revolutionists, 1922.
  - Двенадцать смертников: Суд над социалистами-революционерами в Москве. — Берлин: Изд. загранич. делегации П. С. Р., 1922. — 127 с. — С. 17—93.
- «Предложение труда в Соединённых Штатах» (The Labor Supply in the United States, 1942);
- «Мировое население и производство: тенденции и перспектива» (World population and production : trends and outlook, 1953, в соавторстве с Э. Войтинской);
- «Мировая торговля и правительства: тенденции и перспектива» (World commerce and governments : trends and outlook, 1955, в соавторстве с Э. Войтинской).
- «1917-й. Год побед и поражений» Книга воспоминаний. — М.: ТЕРРА-Книжный клуб, 1999. ISBN 5-300-02711-1
- «Годы побед и поражений» Т.1. — Берлин, 1923; Т.2 — Берлин, 1924.
- «Stormy Passage. A personal history through two Russian revolutions to democracy and freedom: 1905—1960» [воспоминания] — NY: Vanguard Press, 1961.